# Eleição presidencial nos Estados Unidos em 1912
A eleição presidencial dos Estados Unidos de 1912 foi a trigésima-segunda eleição presidencial do país. Foi realizada em 5 de novembro, com quatro candidatos principais. O então presidente William Howard Taft foi renomeado pelo Partido Republicano com o apoio do Partido Conservador. Depois de o ex-presidente Theodore Roosevelt desistir da indicação republicana, ele cria o Partido Progressista (apelidado de "Bull Moose Party"). O democrata Woodrow Wilson foi finalmente nomeado na 46ª votação da convenção, graças ao apoio de William Jennings Bryan, que foi três vezes candidato presidencial democrata, que ainda tinha um grande e público fiel em 1912. Eugene V. Debs foi o candidato do Partido Socialista da América.
Wilson derrotou Taft, Roosevelt, e Debs na eleição geral, ganhando uma grande maioria no Colégio Eleitoral dos Estados Unidos e recebendo 42% do voto popular, enquanto seu rival mais próximo, Roosevelt, ganhou apenas 27%. Wilson se tornou o único presidente eleito pelo Partido Democrata entre 1892 e 1932. Era o segundo dos dois únicos democratas que até então foram eleitos presidente entre 1860 e 1932. Esta foi a última eleição em que um candidato que não era um republicano ou democrata ficou em segundo lugar em ambos o voto popular ou o Colégio Eleitoral e a primeira eleição em que todos os 48 estados dos Estados Unidos continentais participaram.

## Processo eleitoral
A partir de 1832, os candidatos para presidente e vice começaram a ser escolhidos através das Convenções. Os delegados partidários, escolhidos por cada estado para representá-los, escolhem quem será lançado candidato pelo partido. Os eleitores gerais elegem outros "eleitores" que formam o Colégio Eleitoral. A quantidade de "eleitores" por estado varia de acordo com a quantidade populacional do estado. Em quase todos os estados, o vencedor do voto popular leva todos os votos do Colégio Eleitoral.

## Antecedentes
Theodore Roosevelt recusou-se a concorrer a reeleição em 1908, em uma promessa para o povo americano que ele não buscaria um segundo mandato completo. O primeiro mandato de Roosevelt como presidente (1901-1905) estava incompleto, pois ele assumiu o cargo após o assassinato de William McKinley, seu segundo mandato (1905-1909) englobava quatro anos completos. O Secretário de Guerra William Howard Taft se tornaria mais tarde o seu sucessor, e Taft derrotou o democrata William Jennings Bryan na eleição geral em 1908. Durante a administração de Taft, uma fenda cresceu entre Roosevelt e Taft como eles se tornaram os líderes do Partido Republicano em duas alas: a ala progressista, liderada por Roosevelt, e os conservadores, liderada por Taft. Os republicanos progressistas favoreciam as mulheres e crianças. Os progressistas também foram a favor da eleição popular dos juízes federais e estaduais e a oposição a ter juízes nomeados pelo presidente ou governadores de estado. Os conservadores favoreceram altas tarifas sobre bens importados para encorajar os consumidores a comprar produtos de fabricação norte-americana, os líderes empresariais favoreceram em detrimento de sindicatos de trabalhadores, e eram geralmente contra a eleição popular dos juízes. Em 1910 a divisão entre as duas alas do Partido Republicano era profunda, e esta, por sua vez, causou que Roosevelt e Taft confrotaram-se um contra o outro, apesar de sua amizade pessoal.

## Convenções

### Convenção do Partido Republicano de 1912
Candidatos republicanos:
- William Howard Taft, presidente dos Estados Unidos de Ohio;
- Theodore Roosevelt, ex-presidente de Nova Iorque;
- Robert M. La Follette, senador pelo Wisconsin.

 Galeria de candidatos 

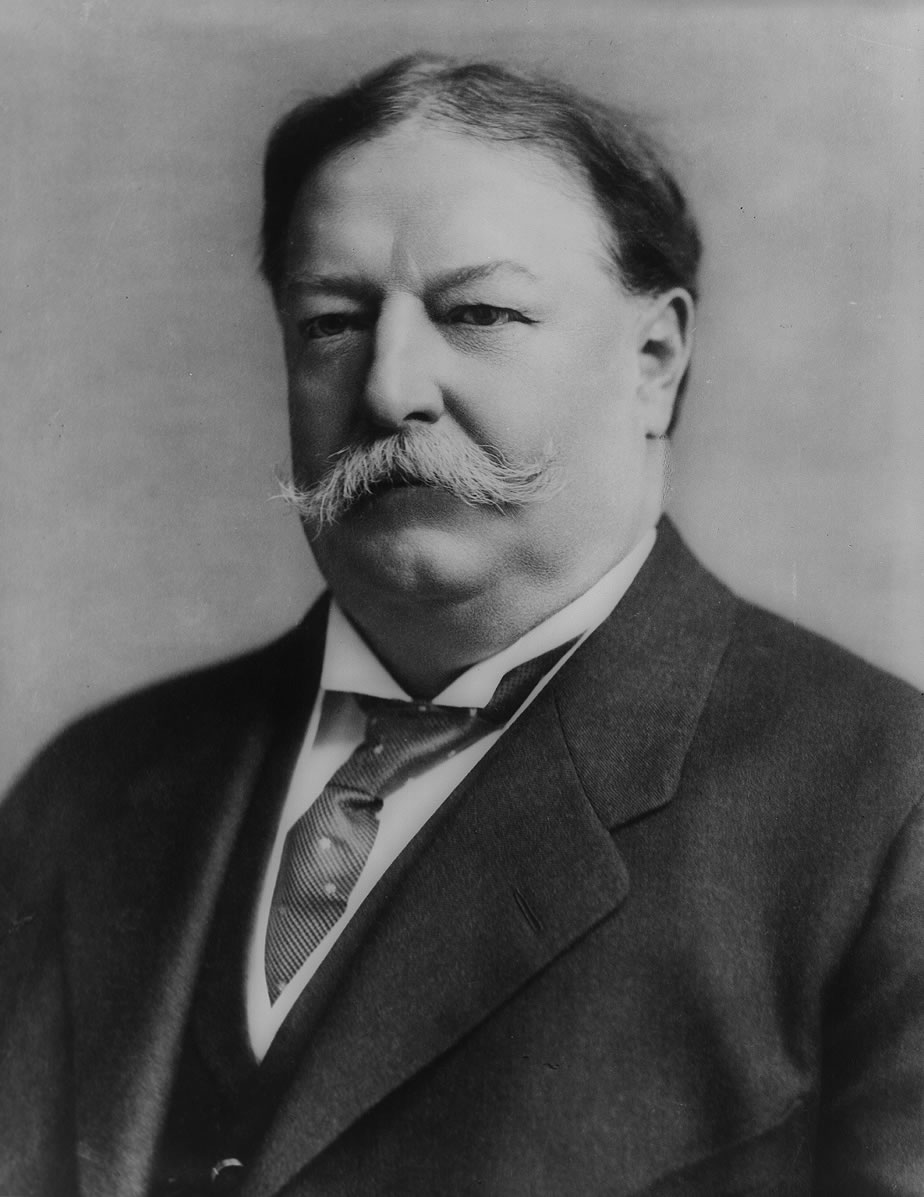
Presidente William Howard Taft de Ohio
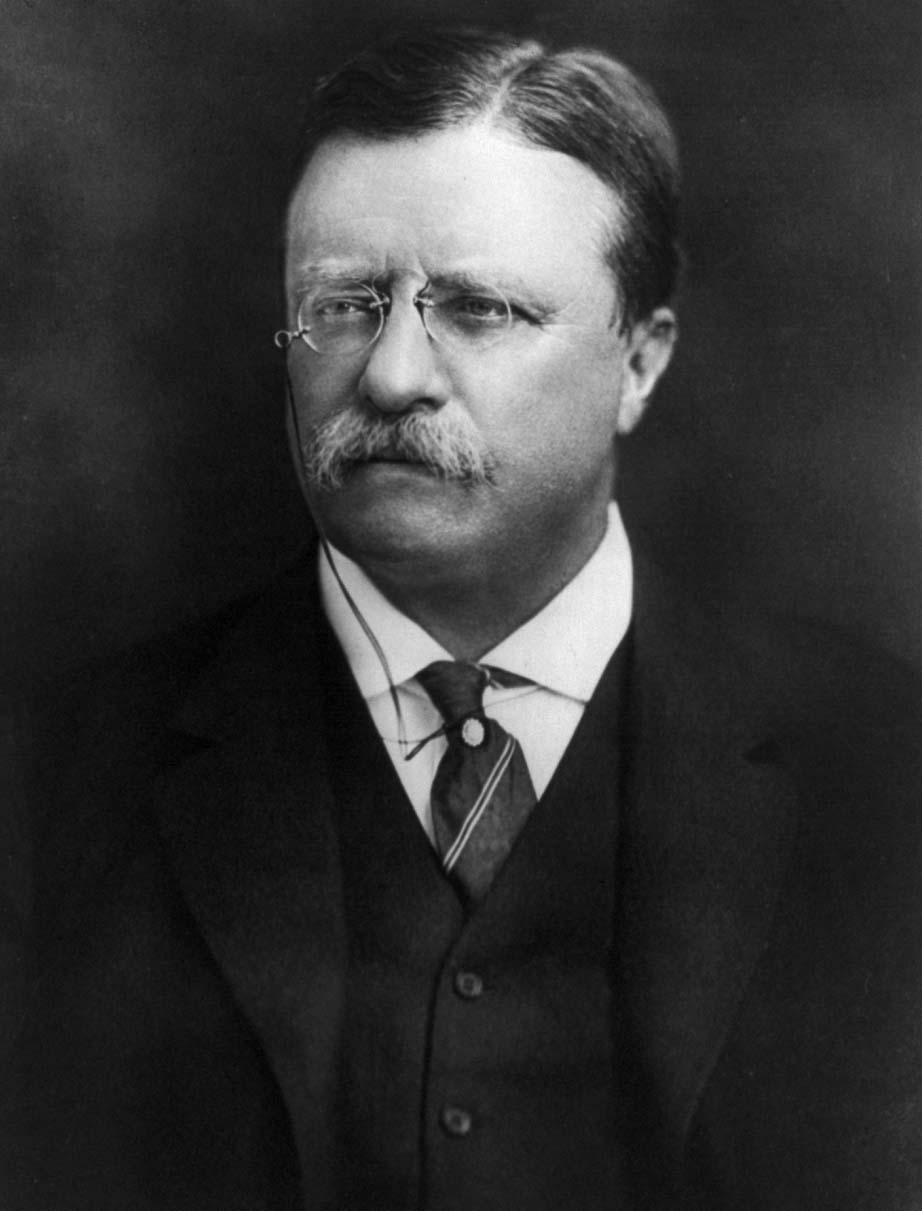
Ex-presidente Theodore Roosevelt de Nova Iorque
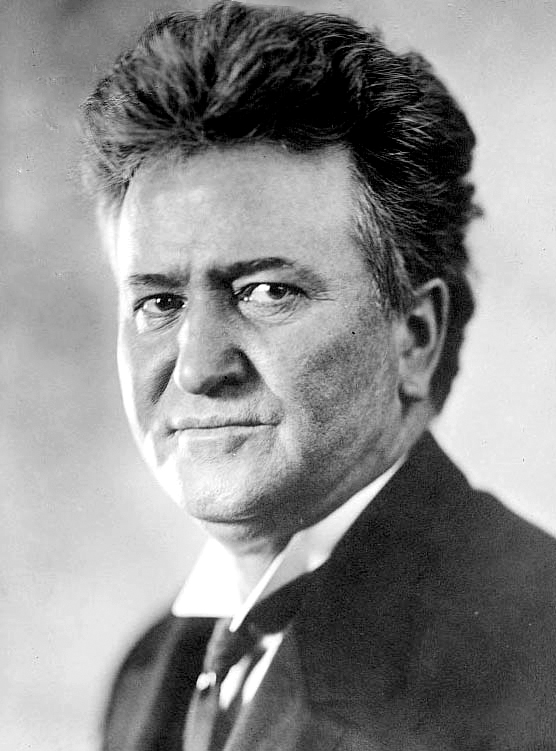
Senador Robert M. La Follette pelo Wisconsin

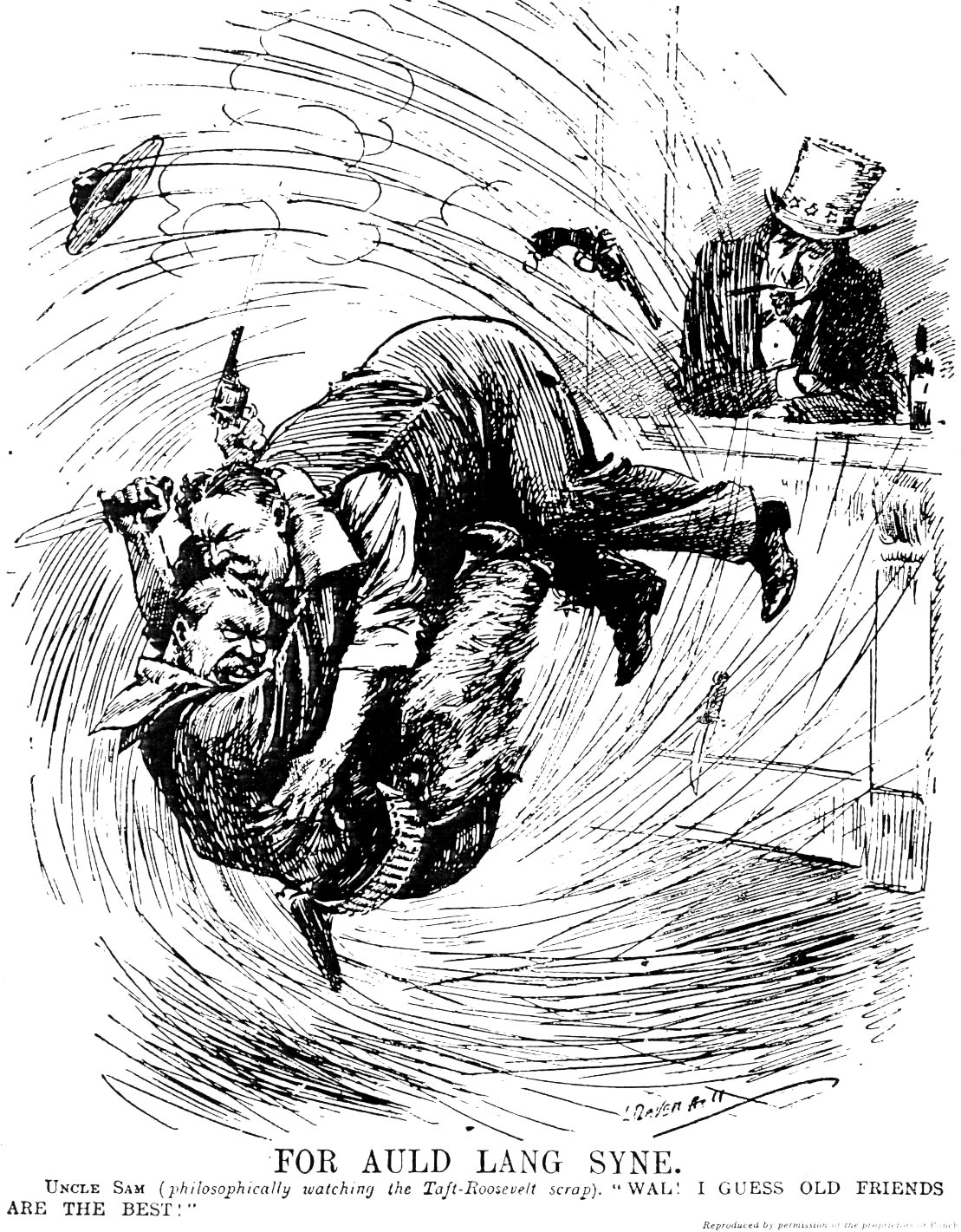
Charge de Leonard Raven-Hill

Pela primeira vez um número significativo de delegados nas convenções nacionais foram eleitos em primárias. As eleições de primárias foram defendidas pela facção progressista do Partido Republicano, que queria romper o controle dos partidos políticos pelos patrões. Ao todo, doze estados realizaram primárias republicanas. Robert M. La Follette venceu duas das quatro primeiras primárias (Dakota do Norte e Wisconsin). Começando com sua vitória em Illinois, em 9 de abril, no entanto, Roosevelt ganhou nove das últimos dez primárias presidenciais (em ordem, Illinois, Pensilvânia, Nebraska, Oregon, Maryland, Califórnia, Ohio, Nova Jersey, e Dakota do Sul), perdendo apenas em Massachusetts para Taft. Como sinal de sua grande popularidade, Roosevelt ainda venceu no estado de Taft, Ohio.
A Convenção Nacional Republicana foi realizada em Chicago entre 18 e 22 junho. Taft, no entanto, tinha começado a reunir delegados anteriormente, e os delegados escolhidos nas primárias eram uma minoria. Taft teve o apoio da maior parte das organizações do partido nos estados do sul. Estes estados tinham em massa nos democratas em todas as eleições presidenciais desde 1880, e Roosevelt tinha o objetivo de receber um quarto dos delegados quando eles não contribuem em nada para uma vitória dos republicanos (como se viu, os delegados da antiga Confederação no estados suportados por Taft uma margem de 5 a 1). Quando a convenção se reuniu, Roosevelt desafiou as credenciais de quase metade dos delegados. Os delegados escolheram Elihu Root - uma vez aliada a Roosevelt - para ser o presidente da convenção. Em seguida, os delegados sentados nas delegações de Taft em Alabama, Arizona, Califórnia e em competições apertadas de 597-472, 564-497, 542-529 e, respectivamente. Depois de perder a Califórnia, onde Roosevelt venceu as primárias, os delegados progressistas perderam a esperança. Não desde a eleição de 1872 tinha havido um cisma no Partido Republicano. Agora, com os democratas mantendo cerca de 45% da votação nacional, qualquer cisma seria fatal. A única esperança de Roosevelt na convenção foi o de formar um "stop-Taft" aliança com La Follette, mas Roosevelt havia alienado La Follette, e a aliança não poderia ser formada.
Incapaz de tolerar a humilhação pessoal que sofreu nas mãos de Taft e a Velha Guarda, e recusando-se a cogitar a possibilidade de um candidato de consenso, Roosevelt desistiu da primária. Na noite de 22 de junho de 1912, Roosevelt pediu a seus partidários para deixar a convenção. Roosevelt afirmou que o presidente Taft havia permitido fraudes dos delegados, a fim de capturar a nomeação presidencial de forças progressistas dentro do partido.
| Votação para vice-presidente | Votação para vice-presidente |
| ---------------------------- | ---------------------------- |
| James S. Sherman             | 596                          |
| William Borah                | 21                           |
| Charles Edward Merriam       | 20                           |
| Herbert S. Hadley            | 14                           |
| Albert J. Beveridge          | 2                            |

### Convenção do Partido Progressista de 1912
Candidatos progressistas:

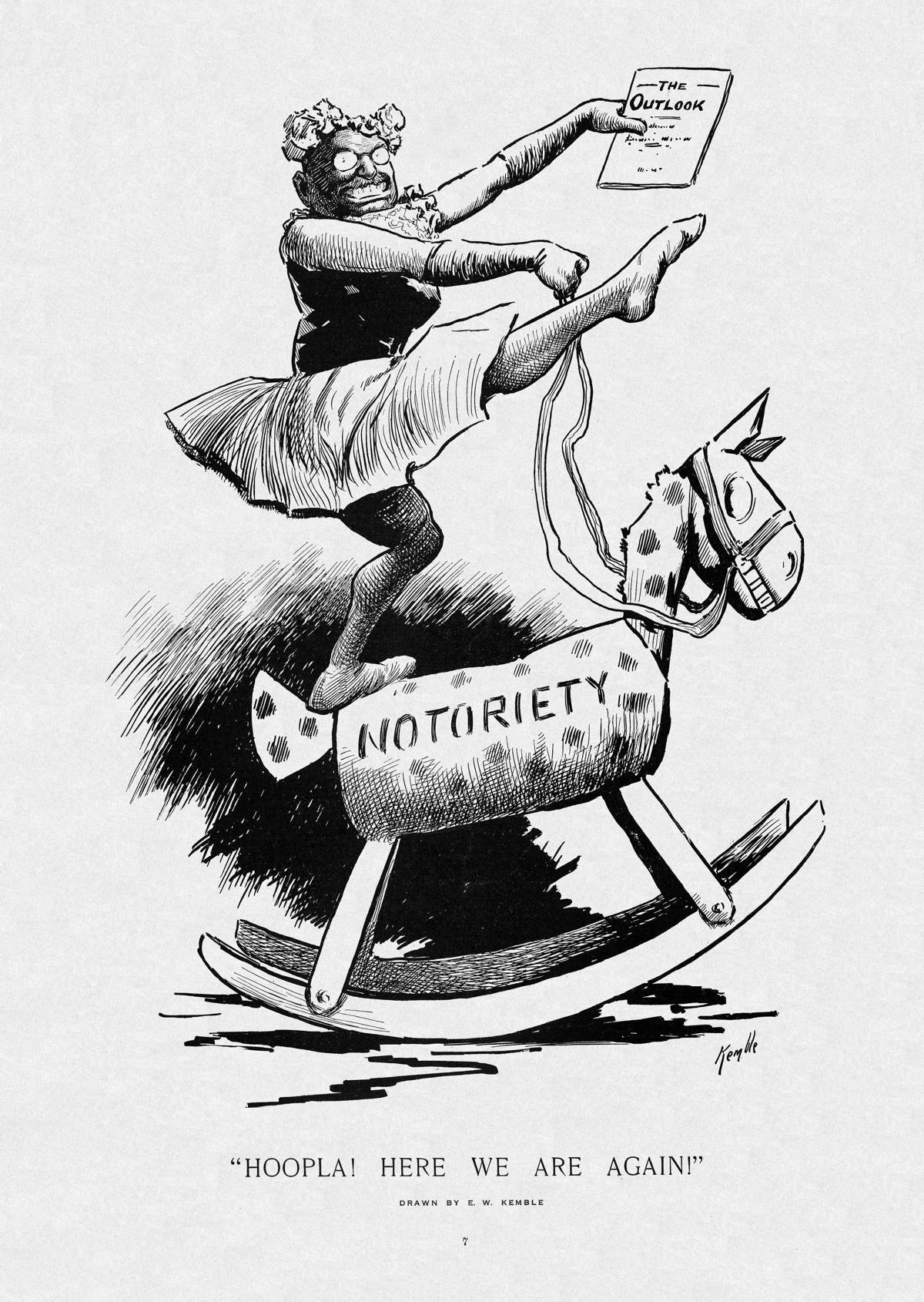
Em antecipação de Theodore Roosevelt ao entrar na corrida para a nomeação presidencial republicana 1912, o cartoon semanal satiriza o seu desejo para a ribalta. Vestido como uma bailarina, ele se equilibra em cima do cavalo de balanço de "notoriedade." O cavalinho de pau (neste caso, cavalo, de balanço) simbolizava uma preocupação ou obsessão.

- Theodore Roosevelt, ex-presidente dos Estados Unidos de Nova Iorque.

'Galeria dos candidatos

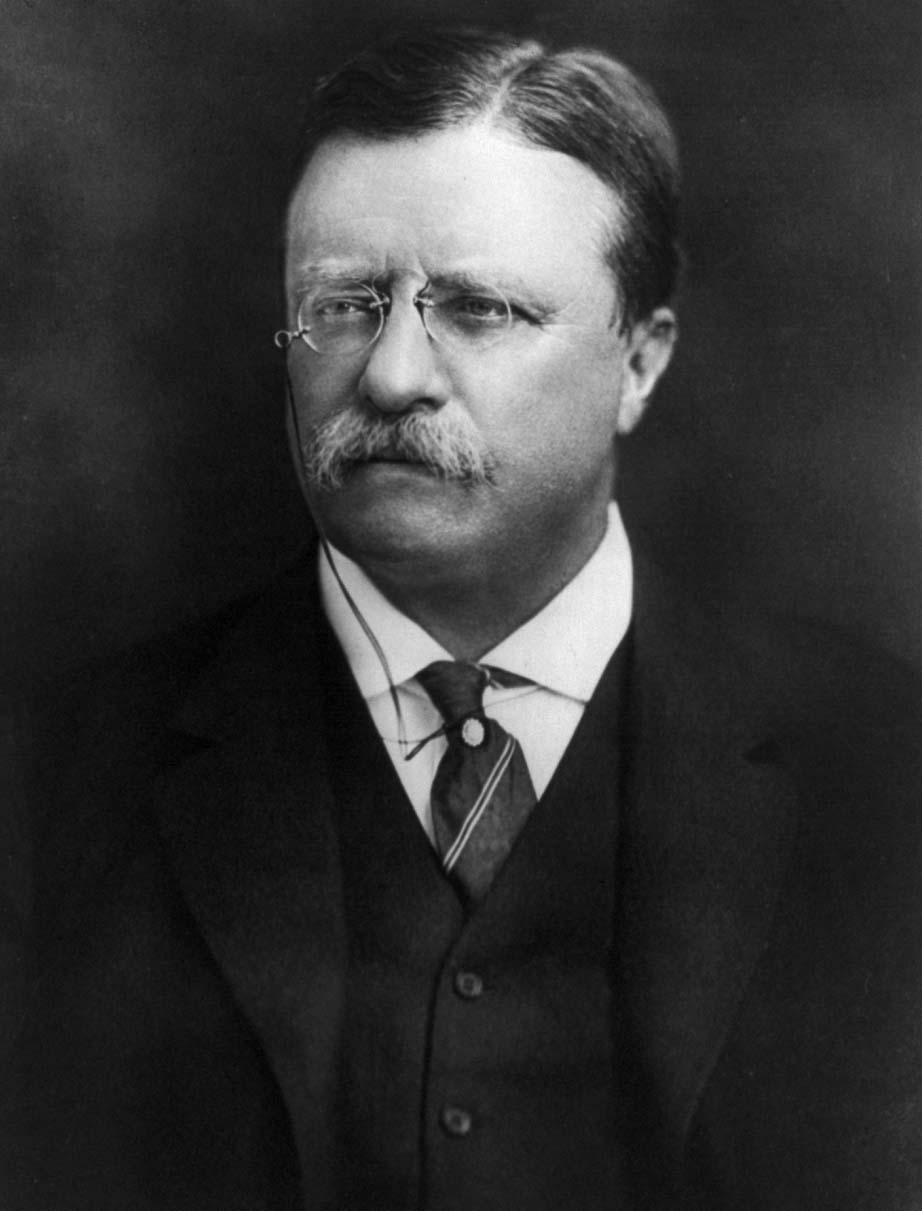
Ex-presidente Theodore Roosevelt de Nova Iorque

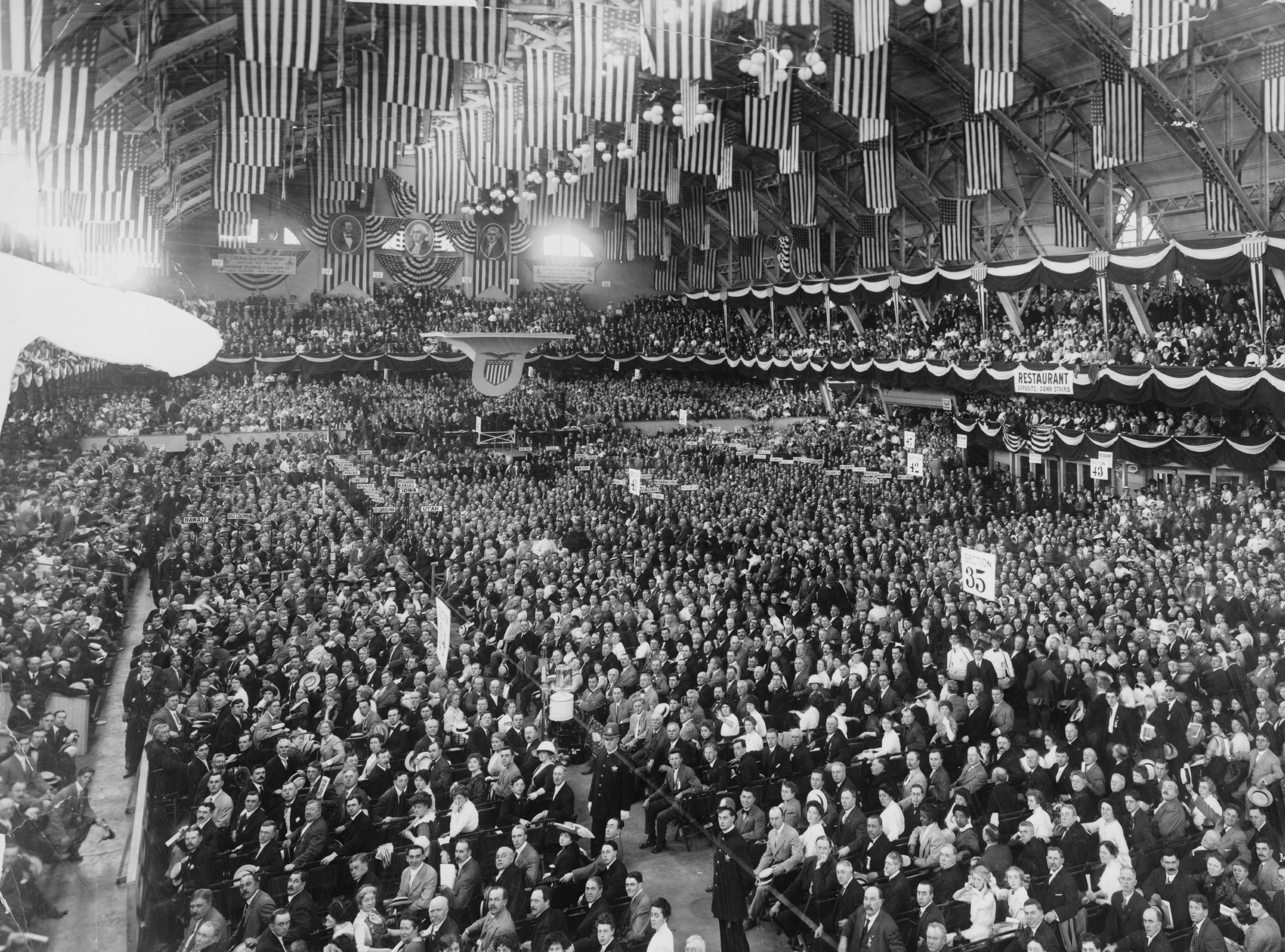
Convenção progressista de 1912

Os progressistas republicanos convocados em Chicago aprovaram a formação de um partido nacional progressista. Quando lançou formalmente depois do verão, o novo Partido Progressista escolheu Theodore Roosevelt como seu candidato presidencial e Hiram Johnson como seu companheiro de chapa. Questionado por repórteres, Roosevelt disse que se sentia tão forte como um "alce". De agora em diante conhecido como o "Partido Alce", os progressistas prometeram aumentar a regulamentação federal e proteger o bem-estar das pessoas comuns.
O partido foi financiado pela editora Frank Munsey e seu secretário-executivo George Walbridge Perkins, um empregado do banqueiro John Pierpont Morgan e da International Harvester. Perkins bloqueou uma prancha antitruste, os reformadores chocantes que pensavam de Roosevelt como um verdadeiro quebra-confiança. Os delegados na convenção cantaram o hino religioso: Avante, Soldados Cristãos como seu hino, e em um discurso de aceitação famoso, Roosevelt comparou a próxima campanha presidencial com a Batalha de Armagedom e afirmou que os progressistas estavam indo para "batalha para o Senhor." No entanto, muitos dos jornais do país, que tende a ser pró-republicano, duramente criticaram o discurso de Roosevelt como um discurso egoísta que só serviu para ser candidato à presidência para estragar as chances de Taft e para alimentar a sua vaidade. Muitas das charges políticas desses jornais retrataram Roosevelt desta forma, o cartoon anti-Roosevelt ao lado direito foi desenhada por Edward Windsor Kemble para a edição de janeiro de 1912 da Harper's Weekly.

### Convenção do Partido Democrata
Candidatos democratas:
- Woodrow Wilson, governador de Nova Jersey;
- Champ Clark, presidente da Câmara dos Representantes de Missouri;
- Judson Harmon, governador de Ohio;
- Oscar Underwood, líder da maioria do Alabama;
- Thomas R. Marshall, governador de Indiana;
- Eugene Foss, governador de Massachusetts.

Galeria dos candidatos

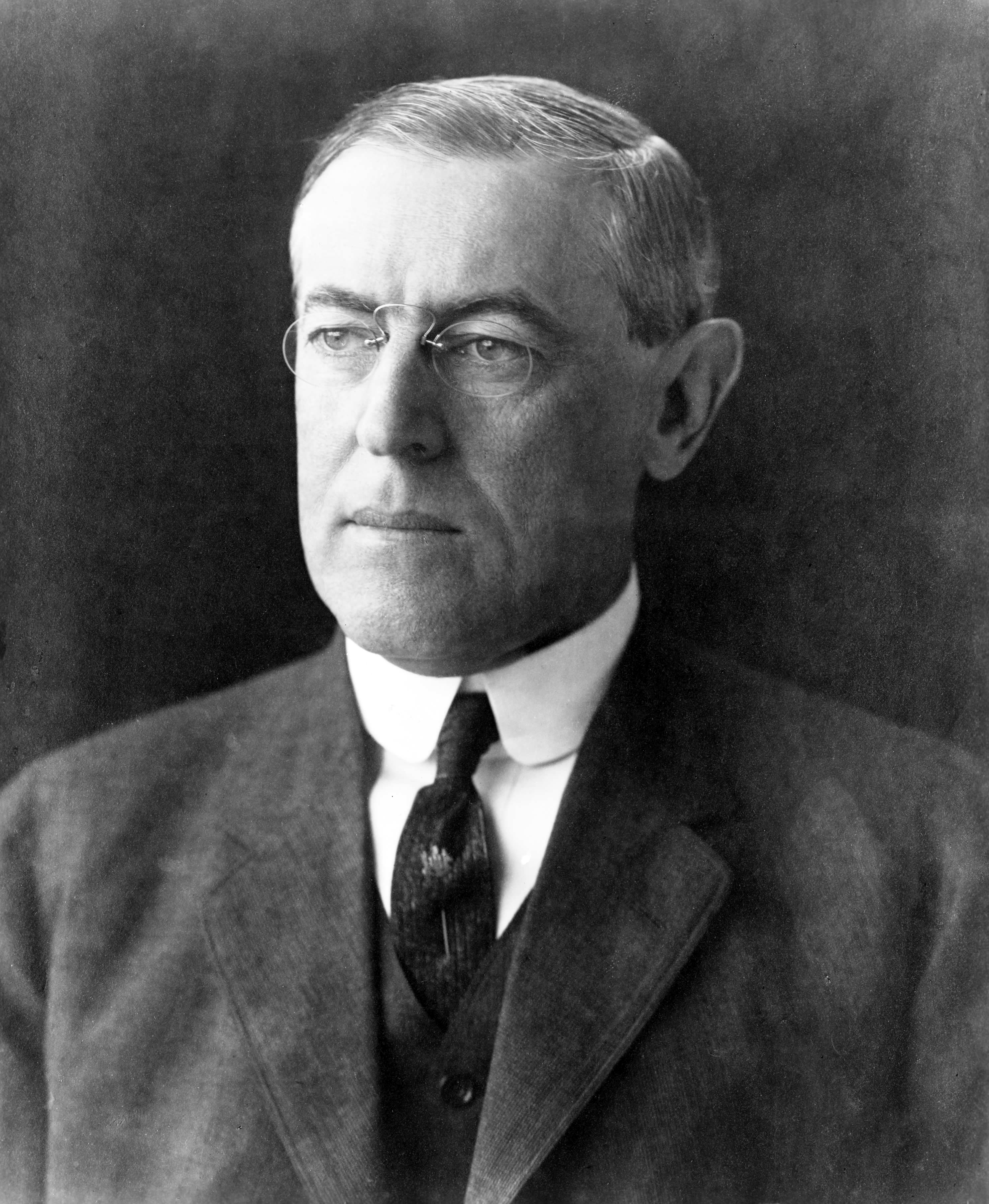
Governador Woodrow Wilson de Nova Jersey
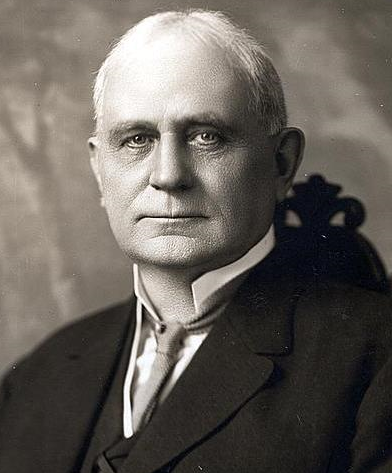
Presidente da câmara Champ Clark de Missouri
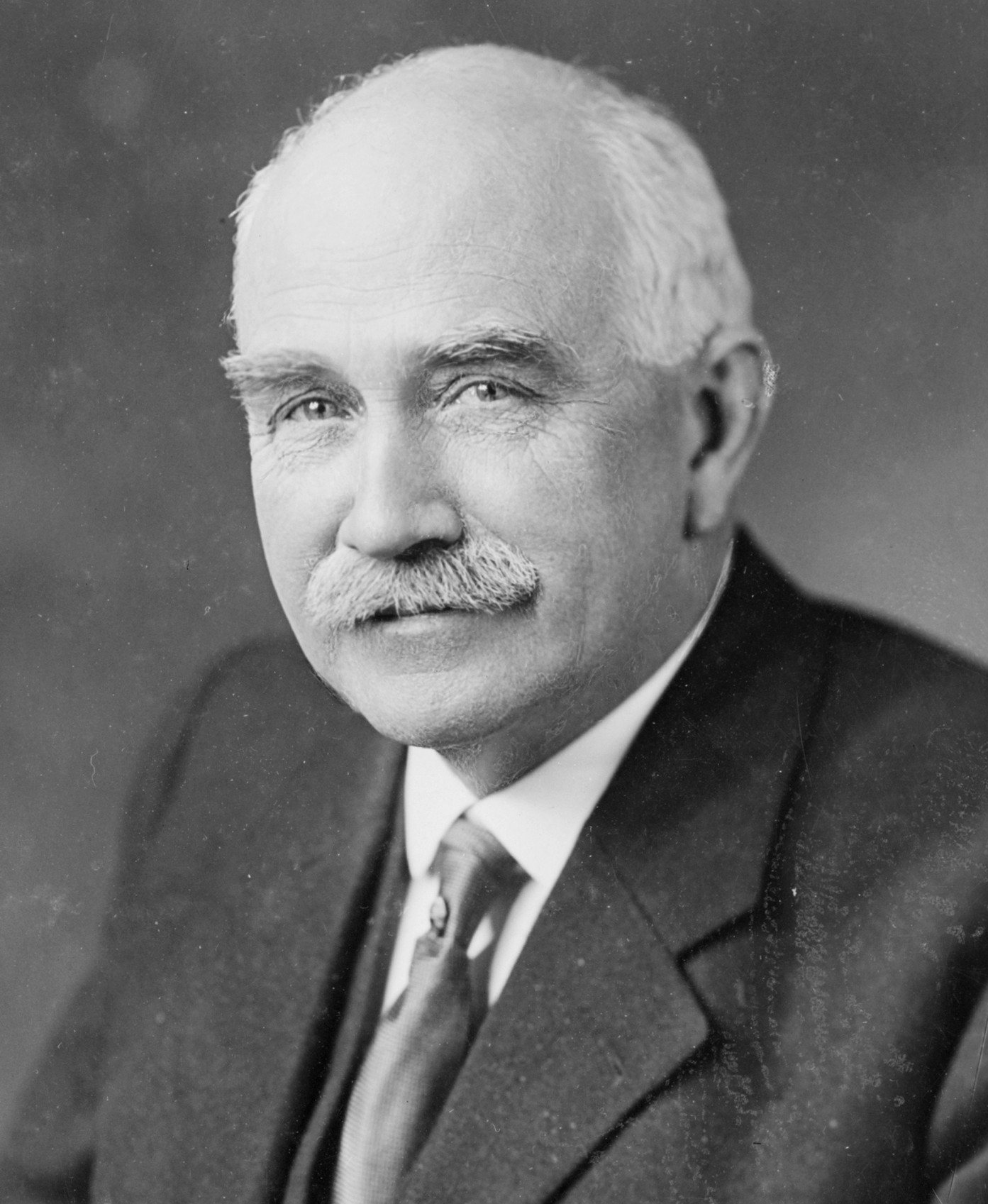
Governador Judson Harmon de Ohio
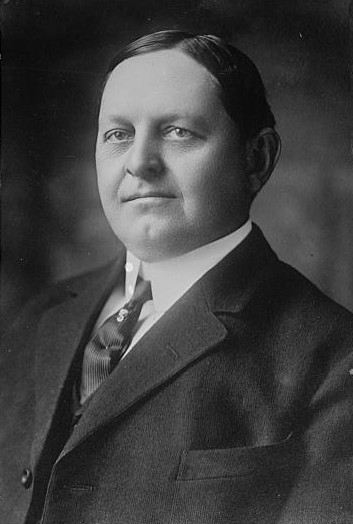
Líder da maioria Oscar Underwood do Alabama
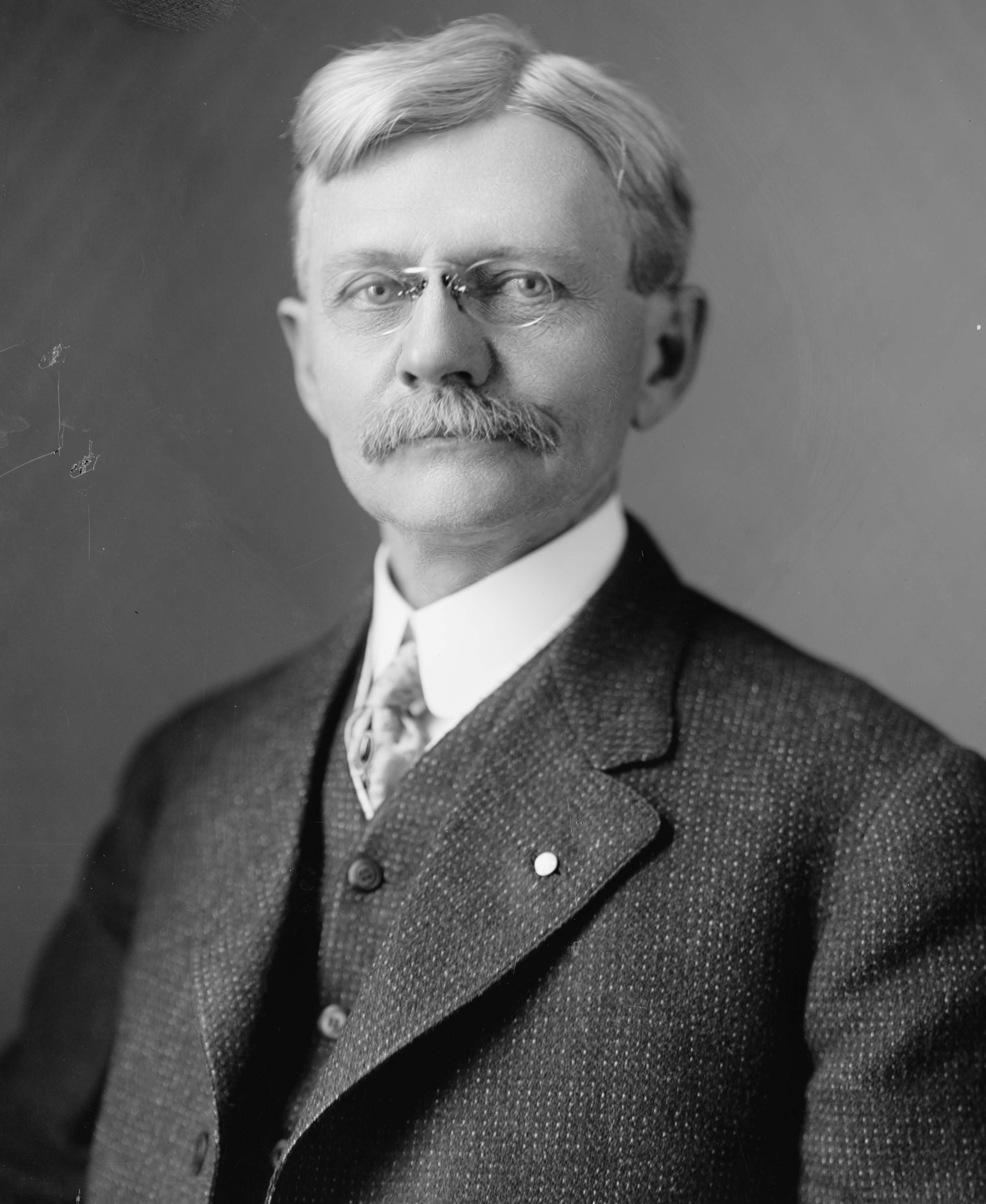
Governador Thomas R. Marshall de Indiana
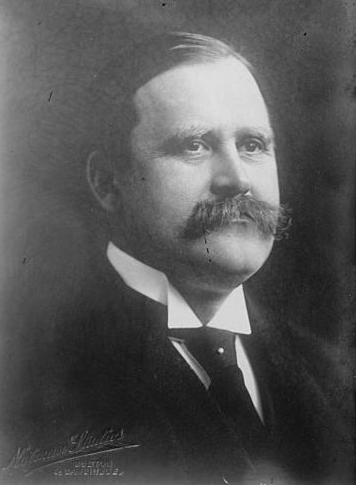
Governador Eugene Foss de Massachusetts

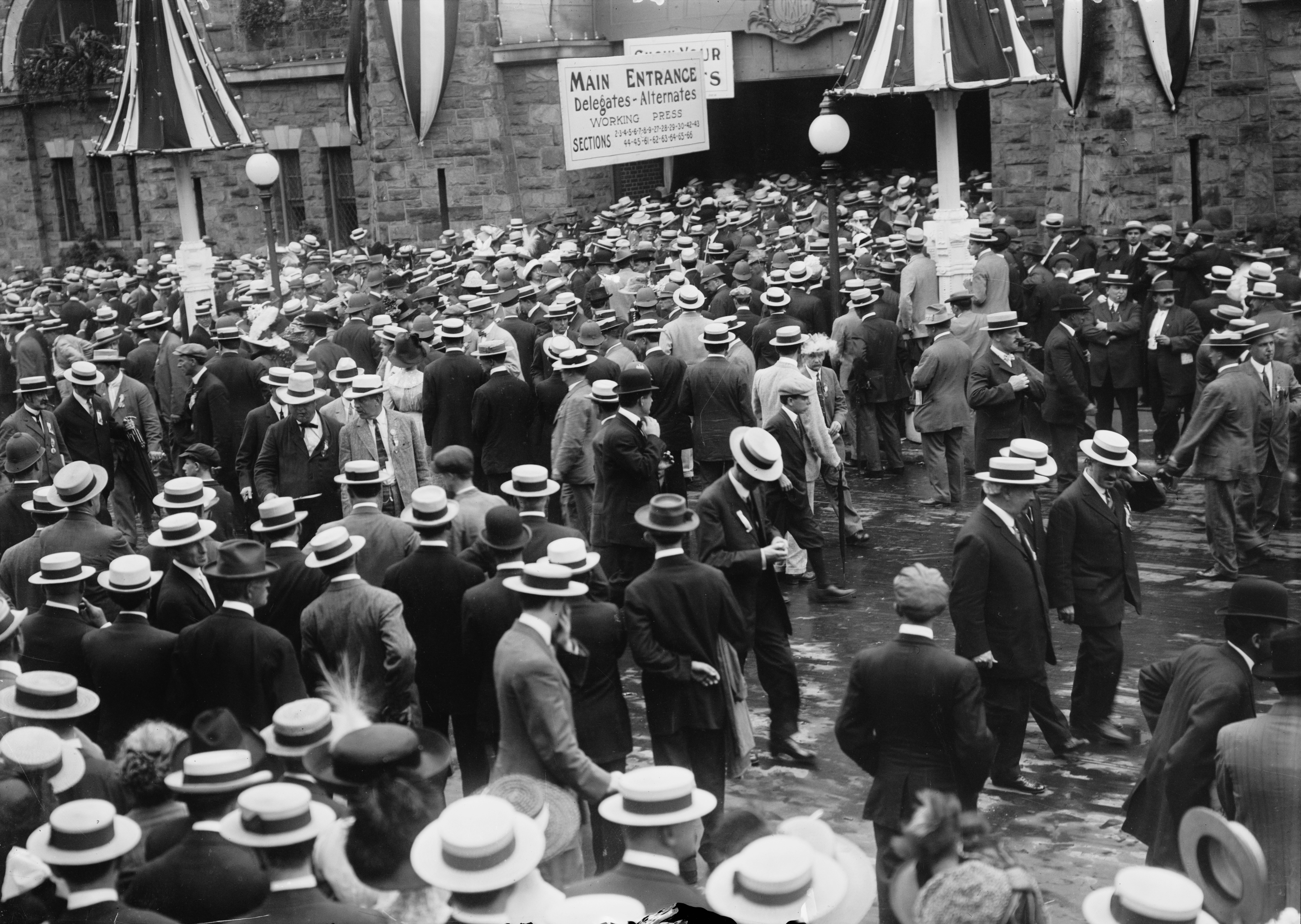
A convenção democrata em Baltimore, Maryland

A convenção do Partido Democrata foi realizada em Baltimore, Maryland entre 25 de junho e 2 de julho. Ele provou ser um dos mais memoráveis convenções presidenciais do século XX. Inicialmente, o favorito parecia ser Champ Clark de Missouri, o presidente da Câmara dos Representantes, e Clark recebeu uma maioria dos votos dos delegados no início da votação. No entanto, devido a então-oficial regra dos dois terços usado pelo Partido Democrata, Clark nunca foi capaz de obter a maioria de dois terços necessários para vencer a nomeação. As chances de Clark ficaram feridas quando Tammany Hall, lançou o seu apoio para Clark. Ironicamente, ao invés de ajudar Clark, o que levou William Jennings Bryan, três vezes candidato presidencial democrata, e ainda o líder dos liberais do partido, a se voltar contra Clark como o candidato do "Wall Street". Bryan em vez disso deu seu apoio ao governador de Nova Jersey Woodrow Wilson, que terminou em segundo lugar, e que foi considerado um reformador moderado. Ironicamente, Wilson tinha quase desistido de que ele poderia ser nomeado, e ele estava à beira de ter um discurso que iria ler, liberando seus delegados a votarem em quem eles quisessem. A deserção de Bryan, Clark e Wilson levou muitos outros delegados a fazerem o mesmo, e Wilson gradualmente ganhou força enquanto o apoio de Clark diminuiu. Wilson finalmente recebeu a nomeação na 46ª votação. Thomas R. Marshall, o governador da Indiana, que tinha balançado votos de seu estado para Wilson nas votações, mais tarde foi nomeado como companheiro de chapa de Wilson.
| Votação para vice-presidente |        |        |
| Candidato/Votação            | 1ª     | 2ª     |
| Thomas R. Marshall           | 389    | 644.5  |
| John Burke                   | 304.67 | 386.33 |
| George Earle Chamberlain     | 157    | 12.5   |
| Elmore W. Hurst              | 78     | 0      |
| James H. Preston             | 58     | 0      |
| Martin Joseph Wade           | 26     | 0      |
| William F. McCombs           | 18     | 0      |
| John Eugene Osborne          | 8      | 0      |
| William Sulzer               | 3      | 0      |

### Convenção doPartido Socialista da América

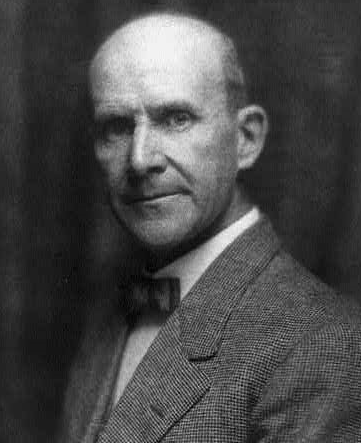
Eugene V. Debs

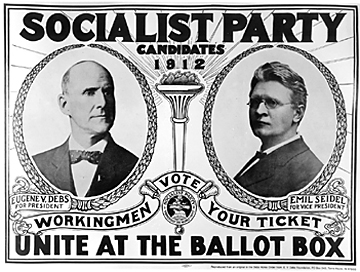
Os 6% que Eugene V. Debs teve na eleição, foi um recorde histórico do Partido Socialista.

O Partido Socialista da América foi uma coalizão de partidos altamente faccionários locais com base em cidades industriais e, geralmente, estava enraizada em comunidades étnicas, especialmente alemãs e finlandesas. Ele também tinha alguma sustentação nas velhas áreas populistas rurais e de mineração no Ocidente, especialmente em Oklahoma. Em 1912, o partido reivindicou mais de mil funcionários eleitos localmente em 33 estados e 160 cidades, especialmenteno Centro-Oeste. Eugene V. Debs tinha concorrido à presidência em 1900, 1904 e 1908, principalmente para incentivar o esforço local, e ele fez novamente em 1912.
Os conservadores, liderados por Victor L. Berger de Milwaukee, promoviam causas progressistas de eficiência e um fim à corrupção, apelidado de "socialismo de gás e água". Os seus adversários foram os radicais que queriam derrubar o capitalismo, tentou se infiltrar nos sindicatos, e procuraram cooperar com a Industrial Workers of the World ("o Wobblies"). Com poucas exceções, o partido tinha ligações fracas ou inexistentes para os sindicatos locais. A imigração foi uma questão dos radicais que viram os imigrantes como forragem para a guerra com o capitalismo, enquanto os conservadores se queixaram de que eles baixaram os salários e absorveram recursos nas demais cidades. Muitas dessas questões foram debatidas no I Congresso Nacional do Partido Socialista em 1910, e eles foram debatidos novamente na convenção nacional em Indianapolis em 1912. Na última reunião, os radicais ganharam um teste inicial por estar Bill Haywood no Comitê Executivo, o envio de encorajamento para o oeste "Wobblies", e aprovar uma resolução parecendo a favor do sindicalismo industrial. Os conservadores contra-atacou através da alteração dos estatutos do partido de expulsar qualquer socialistas que favoreceu sabotagem industrial ou o sindicalismo (ou seja, o IWW), e que se recusaram a participar nas eleições americanas. Eles adotaram uma plataforma conservadora pedindo organização cooperativa das prisões, um serviço nacional de saúde, a abolição do Senado e o veto presidencial, e uma longa lista de reformas progressistas que o Partido Democrata era conhecido. Debs não compareceu, viu a sua missão como manter as unidades díspares na esperança de que algum dia um objetivo comum seria encontrado.

## Eleições gerais

### Campanha
A campanha presidencial de 1912 foi fortemente contestada. O vice-presidente James S. Sherman morreu no escritório em 30 de outubro de 1912, menos de uma semana antes da eleição, deixando Taft sem um companheiro de chapa. Com o Partido Republicano dividido, Wilson conquistou a presidência com folga em 5 de novembro.

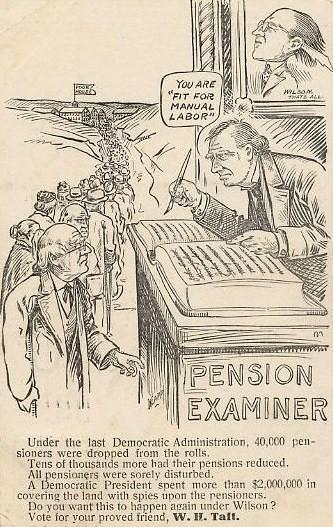
Cartão de campanha cobrando uma administração democrata que evitaria os pensionistas da burocracia.

Enquanto Roosevelt estava em campanha em Milwaukee em 14 de outubro de 1912, um taverneiro chamado John Flammang Schrank atirou nele, mas a bala ficou alojada nos seus óculos de aço e passando por um discurso único de 50 páginas que estava dobrado em sua jaqueta.
A eleição de 1912 é considerada a maré alta da política progressista. Um match-up entre Roosevelt e Wilson também pode ter produzido uma vitória de Wilson, como muitos conservadores podem ter preferido Wilson, que ainda teria ganho muito da base democrata e progressista.

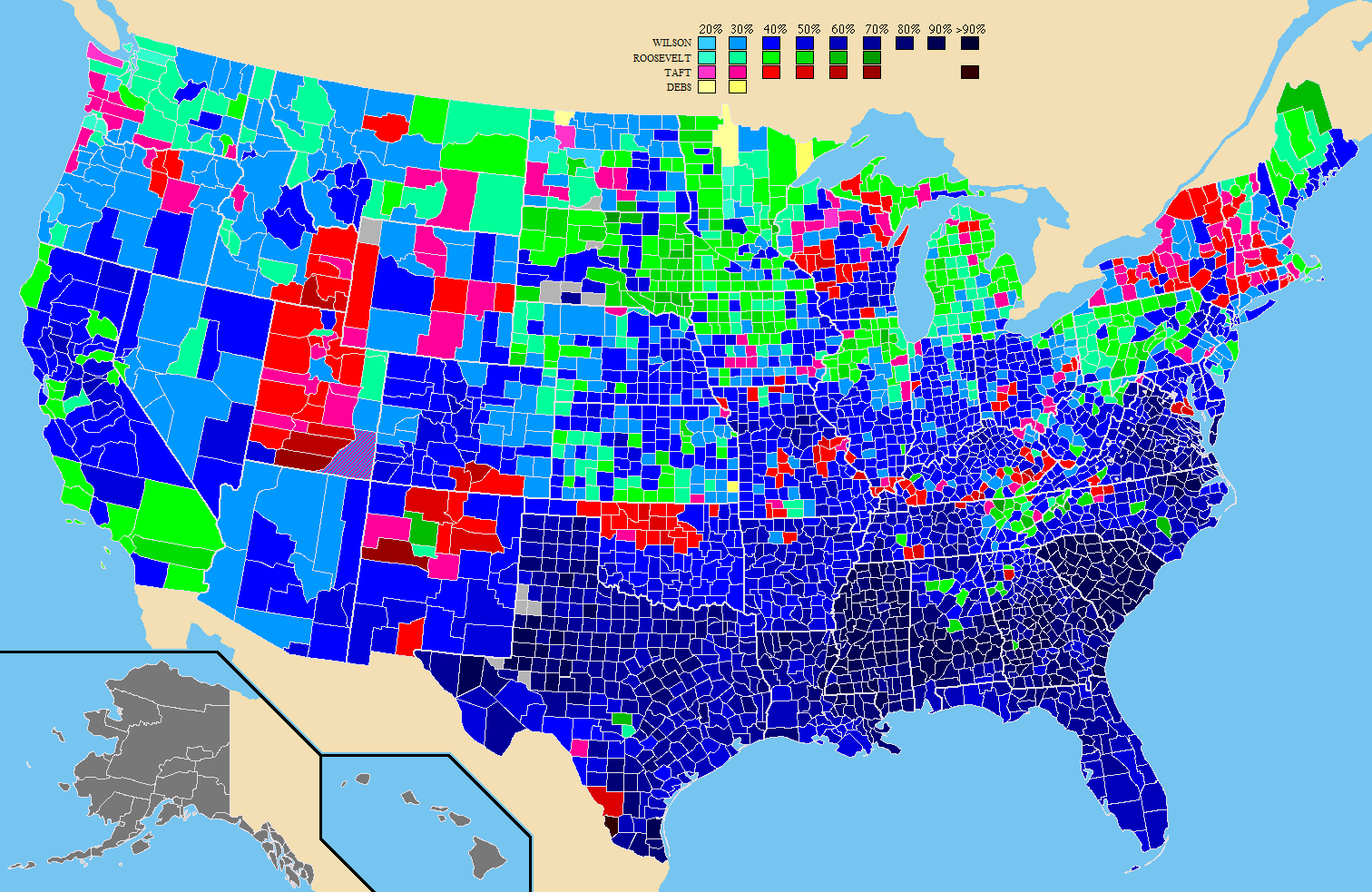
Resultados por condados:
Woodrow Wilson
Theodore Roosevelt
William Howard Taft
Eugene V. Debs

Os socialistas tinham pouco dinheiro para gastar, sendo que a campanha gastou 66 000 dólares, principalmente por 3,5 milhões de folhetos e viagens para comícios organizados por grupos locais. A multidão cantou " La Marseillaise "e" A Internacional", como Emil Seidel, o candidato à vice-presidência, se vangloriou: "Há apenas um ano os operários estavam jogando vegetais cariados e ovos podres para nós, mas agora tudo está mudado .... Os ovos são muito altos. Há um grande gigante crescendo neste país que um dia vai assumir os negócios da nação. Ele é um gigante pouco agora, mas ele está crescendo rapidamente. O nome deste gigante pequeno é o socialismo". Debs disse que só os socialistas representavam o trabalho. Ele condenou "Liminar Bill Taft" e ridicularizou Roosevelt como "um charlatão, e fraudulento, com suas promessas progressivas e promessas como os discursos de um candidato a baixo e completamente sem princípios e auto demagogo". Debs insistiu que os democratas, progressistas, e republicanos foram financiados pelo confia. Jornais do partido a espalhar a palavra-havia cinco idiomas Inglês e oito de língua estrangeira, juntamente com 262 jornais diários inglêses e 36 de língua estrangeira semanários. O movimento sindical, no entanto, em grande parte rejeitava Debs e apoiava Wilson.
Roosevelt realizou uma vigorosa campanha nacional para o Partido Progressista, denunciando a forma como a nomeação republicana tinha sido "roubada". Ele defendeu suas reformas sob a rubrica de "O Novo Nacionalismo" e perplexo o país para um papel federal forte na regulação da economia e castigando as empresas ruins. Wilson apoiou uma política chamada "The New Freedom". Esta política foi baseada principalmente no individualismo em vez de um governo forte. Taft, sabendo que ele não tinha chances de ganhar, fez campanha em silêncio, e falou da necessidade de os juízes a ser mais poderoso do que os oficiais eleitos. A partida dos republicanos mais progressistas deixaram os republicanos conservadores ainda mais firmemente no controle de seu partido até 1916, quando muitos progressistas retornaram. Muito do esforço republicano foi projetado para desacreditar Roosevelt como um radical perigoso, mas isso teve pouco efeito.

### Resultados
A divisão na votação dos republicanos resultou na frava votação republicana. A candidatura de Roosevelt para um terceiro criou a instância apenas no século XX de um candidato de terceiro partido receber mais votos no Colégio Eleitoral do que um dos principais candidatos: embora ele não se tornou executivo-chefe de novo, Roosevelt conseguiu sua vingança contra Taft, que receberam apenas 23% do voto popular em relação aos 27% de Roosevelt. A eleição de 1912 também foi a única eleição em que um candidato de terceiro partido recebeu mais votos populares do que um dos principais candidatos do partido. Taft ganhou apenas oito votos eleitorais, Taft sofreu uma derrota pior do que qualquer outro presidente como candidato a reeleição. Nicholas Murray Butler foi selecionado para receber os votos eleitorais de Utah e Vermont que teria ido para Sherman, o falecido vice-presidente.
Wilson ganhou facilmente a eleição apesar de começar com menos votos e um percentual menor do que William Jennings Bryan tinha para os democratas quatro anos antes: em 1904 foram 6,3 milhões de votos e 42%, em 1908 foram 6,4 milhões e 43% para Bryan, que perdeu feio para Taft em 1908. A divisão na votação republicana permitiu que Wilson vencesse em um número de estados que tinham sido confiavelmente republicano há décadas. Pela primeira vez desde 1852, a maioria dos estados da Nova Inglaterra foram vencidos por um democrata. De fato, Wilson foi o primeiro candidato democrata presidencial que venceu em Massachusetts (enquanto Rhode Island e Maine não tinha sido vencido por um democrata desde 1852). Na costa ocidental, Oregon não tinha sido vencido por um democrata desde 1868.
Debs teve 6% dos votos foi a alta de todos os tempos para o Partido Socialista nas eleições presidenciais de 1912 e fez a eleição (e última) vez desde 1860 em que quatro candidatos tiveram mais de 5%.
Esta foi a primeira eleição que foi realizada nos 48 estados contínuos, com o Arizona e Novo México, que aderiram à União no início do ano.
| Candidato presidencial                                           | Partido                                                          | Estado de origem                                                 | Voto popular                                                     | Voto popular                                                     | Colégio Eleitoral | Colégio Eleitoral | Running mate                | Running mate     | Running mate      |
| Candidato presidencial                                           | Partido                                                          | Estado de origem                                                 | Votos                                                            | %                                                                | Votos             | %                 | Candidato vice-presidencial | Estado de origem | Colégio Eleitoral |
| ---------------------------------------------------------------- | ---------------------------------------------------------------- | ---------------------------------------------------------------- | ---------------------------------------------------------------- | ---------------------------------------------------------------- | ----------------- | ----------------- | --------------------------- | ---------------- | ----------------- |
| Woodrow Wilson                                                   | Democrata                                                        | Nova Jersey                                                      | 6.296.284                                                        | 41,83%                                                           | 435               | 81,92%            | Thomas R. Marshall          | Indiana          | 435               |
| Theodore Roosevelt                                               | Progressivo                                                      | Nova Iorque                                                      | 4.122.721                                                        | 27,39%                                                           | 88                | 16,57%            | Hiram W. Johnson            | Califórnia       | 88                |
| William Howard Taft                                              | Republicano                                                      | Ohio                                                             | 3.486.242                                                        | 23,16%                                                           | 8                 | 1,50%             | Nicholas Murray Butler      | Nova Iorque      | 8                 |
| Eugene V. Debs                                                   | Socialista                                                       | Indiana                                                          | 901.551                                                          | 5,99%                                                            | 0                 | 0%                | Eugene V. Debs              | Wisconsin        | 0                 |
| Eugene W. Chafin                                                 | Proibição                                                        | Illinois                                                         | 208.156                                                          | 1,38%                                                            | 0                 | 0%                | Aaron S. Watkins            | Ohio             | 0                 |
| Arthur E. Reimer                                                 | Socialista Trabalhista                                           | Massachusetts                                                    | 29.324                                                           | 0,19%                                                            | 0                 | 0%                | August Gillhaus             | Nova Iorque      | 0                 |
| Outros                                                           | Outros                                                           | Outros                                                           | 4.556                                                            | 0,00%                                                            | 0                 | 0%                | Outros                      | Outros           | 0                 |
| Total                                                            | Total                                                            | Total                                                            | 15.048.834                                                       | 100%                                                             | 531               |                   |                             |                  | 531               |
| Votos minímos do Colégio Eleitoral de que se precisa para vencer | Votos minímos do Colégio Eleitoral de que se precisa para vencer | Votos minímos do Colégio Eleitoral de que se precisa para vencer | Votos minímos do Colégio Eleitoral de que se precisa para vencer | Votos minímos do Colégio Eleitoral de que se precisa para vencer | 266               |                   |                             |                  | 266               |

Fonte - Voto popular: Colégio Eleitoral:

### Resultado por estado
| Quantidade de votos "eleitorais"                              | Estado               | Woodrow Wilson | Woodrow Wilson | Woodrow Wilson     | Theodore Roosevelt | Theodore Roosevelt | Theodore Roosevelt | William Taft   | William Taft   | William Taft       | Eugene V. Debs | Eugene V. Debs | Eugene V. Debs     | Estado |
| Quantidade de votos "eleitorais"                              | Estado               | Votos          | %              | Votos "eleitorais" | Votos              | %                  | Votos "eleitorais" | Votos          | %              | Votos "eleitorais" | Votos          | %              | Votos "eleitorais" | Estado |
| ------------------------------------------------------------- | -------------------- | -------------- | -------------- | ------------------ | ------------------ | ------------------ | ------------------ | -------------- | -------------- | ------------------ | -------------- | -------------- | ------------------ | ------ |
| 12                                                            | Alabama              | 82.438         | 69,9           | 12                 | 22.680             | 19,2               |                    | 9.807          | 8,3            |                    | 3.029          | 2,6            |                    | AL     |
| 03                                                            | Arizona              | 10.324         | 44,0           | 3                  | 6.949              | 29,6               |                    | 3.021          | 12,9           |                    | 3.163          | 13,5           |                    | AZ     |
| 09                                                            | Arkansas             | 68.814         | 55,4           | 9                  | 21.644             | 17,4               |                    | 25.585         | 20,6           |                    | 8.153          | 6,6            |                    | AR     |
| 13                                                            | Califórnia           | 283.436        | 43,6           | *2                 | 283.610            | 43,6               | *11                | 3.914          | 0,6            |                    | 79.201         | 12,2           |                    | CA     |
| 06                                                            | Colorado             | 114.232        | 43,7           | 6                  | 72.306             | 27,7               |                    | 58.386         | 22,3           |                    | 16.418         | 6,3            |                    | CO     |
| 07                                                            | Connecticut          | 74.561         | 39,9           | 7                  | 34.129             | 18,2               |                    | 68.324         | 36,5           |                    | 10.056         | 5,4            |                    | CT     |
| 03                                                            | Delaware             | 22.631         | 47,1           | 3                  | 8.886              | 18,5               |                    | 15.998         | 33,3           |                    | 556            | 1,2            |                    | DE     |
| 06                                                            | Flórida              | 35.343         | 72,2           | 6                  | 4.555              | 9,3                |                    | 4.279          | 8,7            |                    | 4.806          | 9,8            |                    | FL     |
| 14                                                            | Geórgia              | 93.087         | 76,7           | 14                 | 21.985             | 18,1               |                    | 5.191          | 4,3            |                    | 1.058          | 0,9            |                    | GA     |
| 04                                                            | Idaho                | 33.921         | 32,5           | 4                  | 25.527             | 24,5               |                    | 32.810         | 31,5           |                    | 11.960         | 11,5           |                    | ID     |
| 29                                                            | Illinois             | 405.048        | 36,0           | 29                 | 386.478            | 34,3               |                    | 253.593        | 22,5           |                    | 81.278         | 7              |                    | IL     |
| 15                                                            | Indiana              | 281.890        | 44,6           | 15                 | 162.007            | 25,6               |                    | 151.267        | 23,9           |                    | 36.931         | 5,8            |                    | IN     |
| 13                                                            | Iowa                 | 185.325        | 38,3           | 13                 | 161.819            | 33,4               |                    | 119.805        | 24,8           |                    | 16.967         | 3,5            |                    | IA     |
| 10                                                            | Kansas               | 143.663        | 39,3           | 10                 | 120.210            | 32,9               |                    | 74.845         | 20,5           |                    | 26.779         | 7,3            |                    | KS     |
| 13                                                            | Kentucky             | 219.484        | 48,9           | 13                 | 101.766            | 22,7               |                    | 115.510        | 25,8           |                    | 11.646         | 2,6            |                    | KY     |
| 10                                                            | Louisiana            | 60.871         | 76,8           | 10                 | 9.283              | 11,7               |                    | 3.833          | 4,8            |                    | 5.261          | 6,6            |                    | LA     |
| 06                                                            | Maine                | 51.113         | 39,7           | 6                  | 48.495             | 37,7               |                    | 26.545         | 20,6           |                    | 2.541          | 2,0            |                    | ME     |
| 08                                                            | Maryland             | 112.674        | 49,1           | 8                  | 57.789             | 25,2               |                    | 54.956         | 24,0           |                    | 3.996          | 1,7            |                    | MD     |
| 18                                                            | Massachusetts        | 173.408        | 35,8           | 18                 | 142.228            | 29,4               |                    | 155.948        | 32,2           |                    | 12.616         | 2,6            |                    | MA     |
| 15                                                            | Michigan             | 150.751        | 27,9           |                    | 214.584            | 39,7               | 15                 | 152.244        | 28,2           |                    | 23.211         | 4,3            |                    | MI     |
| 12                                                            | Minnesota            | 106.426        | 32,8           |                    | 125.856            | 38,8               | 12                 | 64.334         | 19,8           |                    | 27.505         | 8,5            |                    | MN     |
| 10                                                            | Mississippi          | 57.324         | 88,9           | 10                 | 3.549              | 5,5                |                    | 1.560          | 2,4            |                    | 2.050          | 3,2            |                    | MS     |
| 18                                                            | Missouri             | 330.746        | 47,8           | 18                 | 124.375            | 18,0               |                    | 207.821        | 30,1           |                    | 28.466         | 4,1            |                    | MO     |
| 04                                                            | Montana              | 27.941         | 35,0           | 4                  | 22.456             | 28,1               |                    | 18.512         | 23,2           |                    | 10.885         | 13,6           |                    | MT     |
| 08                                                            | Nebraska             | 109.008        | 44,3           | 8                  | 72.681             | 29,5               |                    | 54.226         | 22,0           |                    | 10.185         | 4,1            |                    | NE     |
| 03                                                            | Nevada               | 7.986          | 39,7           | 3                  | 5.620              | 27,9               |                    | 3.196          | 15,9           |                    | 3.313          | 16,5           |                    | NV     |
| 04                                                            | Nova Hampshire       | 34.724         | 39,7           | 4                  | 17.794             | 20,4               |                    | 32.927         | 37,7           |                    | 1.981          | 2,3            |                    | NH     |
| 14                                                            | Nova Jersey          | 178.289        | 41,6           | 14                 | 145.410            | 33,9               |                    | 88.835         | 20,7           |                    | 15.948         | 3,7            |                    | NJ     |
| 03                                                            | Novo México          | 20.437         | 41,3           | 3                  | 8.347              | 16,9               |                    | 17.733         | 35,9           |                    | 2.859          | 5,8            |                    | NM     |
| 45                                                            | Nova Iorque          | 655.573        | 41,9           | 45                 | 390.093            | 24,9               |                    | 455.487        | 29,1           |                    | 63.434         | 4,1            |                    | NY     |
| 12                                                            | Carolina do Norte    | 144.407        | 59,3           | 12                 | 69.135             | 28,4               |                    | 29.129         | 12,0           |                    | 987            | 0,4            |                    | NC     |
| 05                                                            | Dakota do Norte      | 29.555         | 34,6           | 5                  | 25.726             | 30,1               |                    | 23.090         | 27,1           |                    | 6.966          | 8,2            |                    | ND     |
| 24                                                            | Ohio                 | 424.834        | 41,5           | 24                 | 229.807            | 22,5               |                    | 278.168        | 27,2           |                    | 90.144         | 8,8            |                    | OH     |
| 10                                                            | Oklahoma             | 119.156        | 47,4           | 10                 | não em votação     | não em votação     | não em votação     | 90.786         | 36,1           |                    | 41.674         | 16,6           |                    | OK     |
| 05                                                            | Oregon               | 47.064         | 35,5           | 5                  | 37.600             | 28,3               |                    | 34.673         | 26,1           |                    | 13.343         | 10,1           |                    | OR     |
| 38                                                            | Pensilvânia          | 395.637        | 33,0           |                    | 444.894            | 37,2               | 38                 | 273.360        | 22,8           |                    | 83.614         | 7,0            |                    | PA     |
| 05                                                            | Rhode Island         | 30.412         | 39,5           | 5                  | 16.878             | 21,9               |                    | 27.703         | 36,0           |                    | 2.049          | 2,7            |                    | RI     |
| 09                                                            | Carolina do Sul      | 48.357         | 96,0           | 9                  | 1.293              | 2,6                |                    | 536            | 1,1            |                    | 164            | 0,3            |                    | SC     |
| 05                                                            | Dakota do Sul        | 48.942         | 43,5           |                    | 58.811             | 52,3               | 5                  | não em votação | não em votação | não em votação     | 4.662          | 4,1            |                    | SD     |
| 12                                                            | Tennessee            | 133.021        | 53,0           | 12                 | 54.041             | 21,5               |                    | 60.475         | 24,1           |                    | 3.564          | 1,4            |                    | TN     |
| 20                                                            | Texas                | 221.589        | 73,1           | 20                 | 28.853             | 9,5                |                    | 26.755         | 8,8            |                    | 25.743         | 8,5            |                    | TX     |
| 04                                                            | Utah                 | 36.579         | 32,7           |                    | 24.174             | 21,6               |                    | 42.100         | 37,6           | 4                  | 9.023          | 8,1            |                    | UT     |
| 04                                                            | Vermont              | 15.354         | 24,9           |                    | 22.132             | 35,8               |                    | 23.332         | 37,8           | 4                  | 928            | 1,5            |                    | VT     |
| 12                                                            | Virgínia             | 90.332         | 66,3           | 12                 | 21.776             | 16,0               |                    | 23.288         | 17,1           |                    | 820            | 0,6            |                    | VA     |
| 07                                                            | Washington           | 86.840         | 27,9           |                    | 113.698            | 36,5               | 7                  | 70.445         | 22,6           |                    | 40.134         | 12,9           |                    | WA     |
| 08                                                            | Virgínia (Ocidental) | 113.097        | 42,8           | 8                  | 79.112             | 29,9               |                    | 56.754         | 21,5           |                    | 15.248         | 5,8            |                    | WV     |
| 13                                                            | Wisconsin            | 164.230        | 42,0           | 13                 | 62.448             | 16,0               |                    | 130.596        | 33,4           |                    | 33.476         | 8,6            |                    | WI     |
| 03                                                            | Wyoming              | 15.310         | 36,6           | 3                  | 9.232              | 22,1               |                    | 14.560         | 34,8           |                    | 2.760          | 6,6            |                    | WY     |
| Votos "eleitorais"                                            | Estado               | Votos          | %              | Votos "eleitorais" | Votos              | %                  | Votos "eleitorais" | Votos          | %              | Votos "eleitorais" | Votos          | %              | Votos "eleitorais" | Estado |
| 531                                                           | Total:               | 06.296.184     | 42,5           | 435                | 04.122.721         | 27,8               | 88                 | 03.486.242     | 23,5           | 8                  | 0901.551       | 6,1            | 0                  |        |
| Percentuais nesta tabela não levam em conta outros candidatos |                      |                |                |                    |                    |                    |                    |                |                |                    |                |                |                    |        |

Fonte:

## Consequências
O Partido Bull Moose acabou perdendo força. Seus candidatos tiveram mal desempenho em 1914. Ele desapareceu em 1916 com a maioria dos membros seguindo Roosevelt de volta para o Partido Republicano. No entanto, os conservadores de Taft controlavam o partido e sua plataforma entre 1912 até 1928, e, assim, alguns progressistas como Harold L. Ickes aderiram ao partido cada vez mais aos liberais democratas.
A eleição de 1912 foi o tema de John Lukacs, "A Eleição de Theodore Roosevelt em 1912", em What If? 2, editado por Robert Cowley.